# Nebsager Sogn
Nebsager Sogn er et sogn i Hedensted Provsti (Haderslev Stift).
I 1800-tallet var Bjerre Sogn anneks til Nebsager Sogn. Begge sogne hørte til Bjerre Herred i Vejle Amt. Nebsager-Bjerre sognekommune blev ved kommunalreformen i 1970 indlemmet i Juelsminde Kommune, der ved strukturreformen i 2007 indgik i Hedensted Kommune.
I Nebsager Sogn ligger Nebsager Kirke.
I Nebsager Sogn findes følgende autoriserede stednavne:
- Bjørnkær (bebyggelse)
- Bøgeskov (bebyggelse)
- Havrebjerg (bebyggelse)
- Hornsyld (bebyggelse, ejerlav)
- Hyllerød (bebyggelse)
- Kavben (bebyggelse)
- Nebsager (bebyggelse, ejerlav)
- Nebsager Bøge (bebyggelse)
- Nebsager Løkke (bebyggelse)
- Nebsagerskov (bebyggelse)
- Nørremark (bebyggelse)
- Sindkær (bebyggelse)
- Tinghuse (bebyggelse)